# Mariacristina Gori
Mariacristina Gori (Forlì, 31 agosto 1954 – Forlimpopoli, 2 ottobre 2006) è stata una docente, storica dell'arte e divulgatrice italiana.

## Biografia
Nasce da Olviera Barontini (1921-1977) e da Canzio Gori (1912-1989). Sposa nel 1978 Franco Sami e nel 1984 nasce il figlio Giovanni. Frequenta l’università di Bologna e si laurea nel 1977 con una tesi sulla Poetica di Federico Barrocci seguita da Luciano Anceschi, e pubblicata negli Atti dell'Accademia Clementina di Bologna. Consegue successivamente il diploma alla Scuola di Perfezionamento in Storia dell’arte a Bologna nel 1980. Nel 1985 vince la cattedra di insegnamento in storia dell’arte al Liceo Classico Vincenzo Monti a Cesena. Muore a Forlimpopoli in un incidente stradale mentre si dirige verso la sua scuola.

## Docenza
Ha come maestri Luciano Anceschi, professore di estetica con cui si laureò, e alla scuola di specializzazione in storia dell’arte il professore Carlo Volpe e la professoressa Anna Maria Matteucci, con la quale resta in contatto e collabora fino alla fine come correlatrice di tesi e con ricerche condotte assieme sui teatri e le strutture pubbliche dell’800, e le grandi architetture dei palazzi nobili di Bologna e Forlì. 
Dal 1986 al 1996 svolge il ruolo di docente anche presso l'Università degli Adulti, diretta da Pietro Castagnoli nelle sedi di Cesena e Forlì. 
Idea itinerari e laboratori per l’iniziativa Via Emilia e dintorni: percorsi nella storia, promossa da Cultura e Progetto soc. coop di Forlì, in collaborazione con la Provincia di Forlì-Cesena e diverse amministrazioni, al fine di far conoscere agli studenti di ogni ordine e grado la storia della propria città e del proprio paese. 
Fra le associazioni per la tutela del patrimonio storico artistico paesaggistico collabora con Italia Nostra, schedando tutta la sua biblioteca di Forlì e, al termine degli studi universitari, inizia una collaborazione con la Soprintendenza dei beni artistici e culturali per le province di Forlì-Cesena, Ravenna e Rimini, schedando diversi monumenti e chiese di questi territori. 

### Metodo didattico
Il suo metodo didattico si caratterizza per l’utilizzo del territorio come estensione dell’aula, promuovendo la partecipazione attiva di tutti gli studenti e l’apprendimento attraverso il linguaggio figurativo e l’arte. Il suo approccio, orientato alla costruzione collettiva di conoscenze è sostenuto da un intenso supporto personale agli studenti, quindi particolarmente apprezzato anche da chi ha successivamente intrapreso studi storico-artistici.
La sua programmazione di argomenti, impostata per nuclei tematici secondo un ordine cronologico, prevede un’attenta contestualizzazione storico-culturale. Questi argomenti vengono poi ricondotti al territorio e confrontati in classe. Fa uso, oltre al libro di testo, anche di diapositive e di un televisore con schermo interattivo per la riproduzione del videocorso di “Storia dell’arte italiana per immagini” di Argan
Nel corso dell’anno scolastico 1987-1988, su autorizzazione del preside Pietro Castagnoli, fu avviata la minisperimentazione "Brocca", che integrava la storia dell’arte nel curricolo quinquennale al fine di favorire una conoscenza diretta del patrimonio storico-artistico locale e di promuovere uscite didattiche volte al contatto con il "museo diffuso". Durante questo periodo furono realizzati due progetti didattici nel primo progetto gli studenti analizzarono lo sviluppo urbano di Cesena recensendo chiese, castelli, pale d’altare e miniature, con l’obiettivo di acquisire competenze volte alla tutela del patrimonio locale ; nel secondo progetto, in collaborazione con il Liceo Scientifico, venne adottato un metodo integrato di lettura dell’opera d’arte che prevedeva, a partire dall’analisi storica e composizionale dei dipinti della Pinacoteca comunale, una fase seminariale di confronto metodologico artistico e architettonico.

## Attività divulgative
Le sue attività didattiche si ampliano con il progetto "Ulisse: alla scoperta della mia città", promosso dall’Assessorato alla Cultura e alla Pubblica istruzione del Comune di Cesena che la porta all’organizzazione di due esposizioni inaugurate nel dicembre 2006: una a San Biagio di Cesena, che documentava un reportage fotografico sulla città realizzato dagli alunni con il supporto di una fotografa professionista, e l’altra, tenutasi presso il Teatro "A. Bonci", che comprende pannelli didattici sulla storia del teatro e bacheche con materiali fotografici e immagini di personalità dell'arte selezionati dagli studenti e tratti dall'archivio storico del Teatro stesso, dando origine a una mostra permanente ed una pubblicazione.
Segue il progetto Apprendisti Ciceroni, svoltosi nella primavera del 2000 dove i suoi studenti accompagnano i visitatori attraverso biblioteche, chiese, palazzi, sagrestie e il Teatro comunale, illustrando le caratteristiche artistico storiche dei vari edifici. La docente coordina il progetto individuando le classi e predisponendo il materiale didattico per l’approfondimento della storia, della struttura e delle decorazioni dei beni culturali, nonché delle figure che vi hanno contribuito.
Parallelamente, la diffusa attività divulgativa della ricercatrice si manifesta attraverso numerosi interventi in convegni, visite guidate e corsi di aggiornamento per insegnanti.

## Attività di ricerca
Tra il 1978 e il 2006, la sua attività di ricerca si è integrata con i suoi studi e numerose pubblicazioni, concentrandosi su architettura, decorazione plastica e pittorica, con particolare attenzione al Settecento e all’Ottocento. Sviluppa inoltre studi sulle espressioni artistiche che spaziano dal Barocco al Neoclassicismo e su aspetti di scultura, pittura e architettura rinascimentale. La sua ricerca si caratterizza per l’uso di prospettive inusuali, reinterpretando la storia e la forma di luoghi ed edifici trasformati o perduti e il recupero di artisti minori piuttosto che concentrarsi sul figure molto note utilizzando fonti già pubblicate.
Il suo metodo si basa su una rigorosa ricostruzione storica, una visione critica dei fenomeni artistici e un’attenta consultazione di fonti d’archivio, fotografie e dati storici, unita a un perfezionismo che la porta a continue revisioni testuali e di scelta delle immagini. Un ambiente di lavoro personale, definito “stanza tutta per sé” in riferimento a Virginia Woolf, costituisce il fulcro della sua attività creativa, nella quale dedica molte ore, spesso fino a tarda notte.
Conduce studi innovativi sul patrimonio artistico e architettonico di Cesena, che hanno avuto una risonanza a livello nazionale. In particolare, la sua approfondita analisi della chiesa di Santa Cristina, progettata da Giuseppe Valadier, e lo studio sistematico di ville, palazzi e del Teatro comunale hanno contribuito a recuperare e valorizzare autori e opere finora trascurate. Il volume Decorazioni a Cesena: dal Barocco all’Eclettismo, incentrato su figure come Leandro Marconi, ha ampliato il panorama della ricerca storico-artistica, fornendo un modello metodologico esemplare basato su rigorose fonti d’archivio e documentazione dettagliata. Questi lavori eleva la conoscenza del patrimonio urbano cesenate, costituendo un punto di riferimento per studi e iniziative a livello nazionale.
Scrive importanti contributi sull’architettura e la decorazione in Romagna che confluiscono in testi a stampa o in prestigiose riviste locali.

### I beni della salute
In collaborazione con Ulisse Tramonti, docente di storia dell'architettura presso l'Università di Firenze, scrive l'opera I Beni della salute, un’indagine sulla storia artistica, architettonica e urbanistica degli ospedali di Forlì dal Settecento a oggi, affiancata da una mostra a Palazzo Albertini a Forlì ove sono state esposte opere di grande valore poco conosciute e da un convegno. Segue inoltre un progetto di valorizzazione culturale nel nuovo ospedale di Forlì, trasformando spazi di attesa in aree espositive per opere d’arte contemporanea per "consolidare l’idea di un ospedale visto come parte integrante della città e sostenere il principio che attraverso la salvaguardia del patrimonio artistico la presa in carico del paziente viene considerata nella totalità della persona".

### Uso della fotografia
Attribuisce alla fotografia un ruolo fondamentale nel processo conoscitivo, collaborando attivamente con il fotografo per la scelta delle inquadrature e la supervisione della resa finale. In un contributo elaborato con Biagio Dradi Maraldi si sottolinea come l’osservazione attenta delle immagini possa rivelare aspetti meno evidenti della città, supportando l’indagine storica e la tutela del patrimonio ambientale e architettonico. 
Favorita dalla presenza della sua scuola nello stesso complesso della Biblioteca Malatestiana, ha potuto consultare ampiamente i suoi archivi e le sue collezioni. Ha frequentato anche biblioteche di Firenze, Trieste, Pola. 
Significativa di questa sua attenzione alla fotografia è lo studio monografico interamente dedicato a un protagonista della pittura forlivese: Pompeo Randi. Il volume è caratterizzato da rigore metodologico e dalla descrizione di numerose opere inedite.

## Nel Soroptimist
È stata socia del Club di Forlì dal 1994 al 2006 ricoprendo la carica di consigliera e per il club ha curato nel 2002 il volume Passeggiate forlivesi, itinerari storici e artistici alla scoperta della città

## Collaborazione con il FAI
Collabora con il FAI sin dalla creazione della sede di Forlì-Cesena nel 1999, quando era una delegazione FAI per tutta la provincia, suddivisa in Forlì e Cesena nell’anno seguente. Della sezione di Forlì diventa delegata per la cultura e a Cesena è una frequente collaboratrice alle loro attività.
Concorre alla scelta e impostazione di due eventi annuali: “Giornate di primavera” visite guidate tenute a marzo e “Dietro le quinte” visite guidate ai teatri. E si occupa della redazione di schede informative per dépliant e guide regionali, oltre ad accompagnare le delegazioni in visite.
È anche membro di diverse accademie e associazioni culturali: Filopatridi, Benigni, Filergiti, Studi Romagnoli, socia corrispondente della Deputazione di Storia Patria delle Province di Romagna, membro della Commissione Diocesana di Arte Sacra di Forlì e Bertinoro e del Comitato provinciale Forlì-Cesena dell'Istituto per la Storia del Risorgimento a Roma.

## Riconoscimenti
- Il Comune di Forlì nel 2013 ha istituito una borsa di studio biennale per studenti che abbiano conseguito un dottorato di ricerca o un diploma di specialista nell'ambito delle tematiche storico artistiche o di conservazione e restauro[26]

- Nel 1993 è nominata Ispettore Onorario della Soprintendenza per i Beni Architettonici e per il Paesaggio di Ravenna, Ferrara, Forlì-Cesena[25]
- Il 6 ottobre 2007 si è tenuta a Forlì una giornata di studio in ricordo di Mariacristina GoriArchitetti ed architetture in Romagna, promossa da: Deputazione di Storia Patria di Bologna e della Romagna, Società di Studi Romagnoli, con il patrocinio di: Comune di Forlì, Assessorato alla Cultura e Università, Istituzione Biblioteca Malatestiana Cesena.
- l'11 ottobre 2008 a Cesena si è tenuta una Giornata di studio in ricordo di Mariacristina Gori, con il patrocinio di Deputazione di Storia patria per le province di Romagna, Società di Studi Romagnoli.
- il 3 ottobre 2009 a Forlimpopoli si è tenuta una giornata di studio Ville e Teatri di Romagna in ricordo di Mariacristina Gori;
- il 21 gennaio 2017 A Forlimpopoli si è tenuta una giornata di studio in suo onore Architetture e decori in Romagna -

## Intitolazioni
- Il Comune di Forlì le ha intitolato un parco nel 2018 nel quartiere Romiti[27].
- Il Liceo Vincenzo Monti di Cesena le ha intitolato l'aula magna nel 2014[28]

## Scritti
- La poetica di Federico Barocci, Bologna, s.n.,1978. Inː Atti e memorie dell’Accademia Clementina, XIII, 1978, pp. 23-63
- Le quinte dell’abitare. I palazzi e le ville di Cesena dal Barocco all’eclettismo, a cura di Mariacristina Gori. Testi di Pietro Castagnoli et al., Cesena, s. n.,1988
- Decorazioni a Cesena: dal Barocco all’Eclettismo, prefazione di Anna Maria Matteucci, fotografie di G. Liverani, Milano, Amilcare Pizzi, 1991 ISBN 8836603386
- Guida ai luoghi di Melozzo, Milano, Leonardo Arte, 1994. ISBN 887813533X
- Cesena e Forlì nelle foto di Paolo Monti, a cura di Biagio Dradi Maraldi, Mariacristina Gori, Milano, Motta, 1996, ISBN 8871791533
- Mater Amabilis. L’iconografia mariana nella scultura della Diocesi di Forlì-Bertinoro fra Quattrocento e primo Novecento, a cura di Mariacristina Gori, Forlì, Diocesi di Forlì Bertinoro, 2002
- Passeggiate forlivesi. Itinerari storici e artistici alla scoperta della città, Forlì, Grafiche MDM, 2002
- Castrocaro città delle acque, a cura di Mariacristina Gori, Ulisse Tramonti, Castrocaro Terme, Vespignani, 2002
- Il circolo della Scranna: 1903-2003, Forlì, La greca arti grafiche, 2003
- La vicenda artistica e culturale, a cura di Mariacristina Gori, in Guide d'Italia - La provincia di Forlì-Cesena, Touring Editore srl, Milano, 2003. ISBN 9788836529087
- I beni della salute. Il patrimonio dell’Azienda sanitaria di Forlì, a cura di Mariacristina Gori, Ulisse Tramonti, Milano, Motta, 2004
- Calendario della Cassa dei Risparmio di Forlì (Pompeo Randi), Forlì, 2004
- Casa Saffi. L’architettura, l’arte e la memoria nell’Istituto per la storia della resistenza e l’età contemporanea di Forlì-Cesena, a cura di Mariacristina Gori, M. Lodovici, Il Ponte Vecchio, 2006, ISBN 888312586X;
- Palazzo Morattini, un tesoro nascosto, a cura di Mariacristina Gori, Ulisse Tramonti, Cesena, Il Ponte Vecchio, 2006. ISBN 8883126548